# Laccophilus religatus
Laccophilus religatus är en skalbaggsart som beskrevs av Sharp 1882. Laccophilus religatus ingår i släktet Laccophilus och familjen dykare. Inga underarter finns listade i Catalogue of Life.